# Lithobius creticus
Lithobius creticus är en mångfotingart som beskrevs av Dobroruka 1977. Lithobius creticus ingår i släktet Lithobius och familjen stenkrypare. Inga underarter finns listade i Catalogue of Life.